# Leptidea sinapis
La blanca esbelta (Leptidea sinapis) es una especie de mariposa de la familia Pieridae. Se encuentra distribuida en Europa, hacia el este a través del Cáucaso, Asia Menor, Oriente Medio, Kazajistán y desde el sur de Siberia a la región de los montes Baikal.

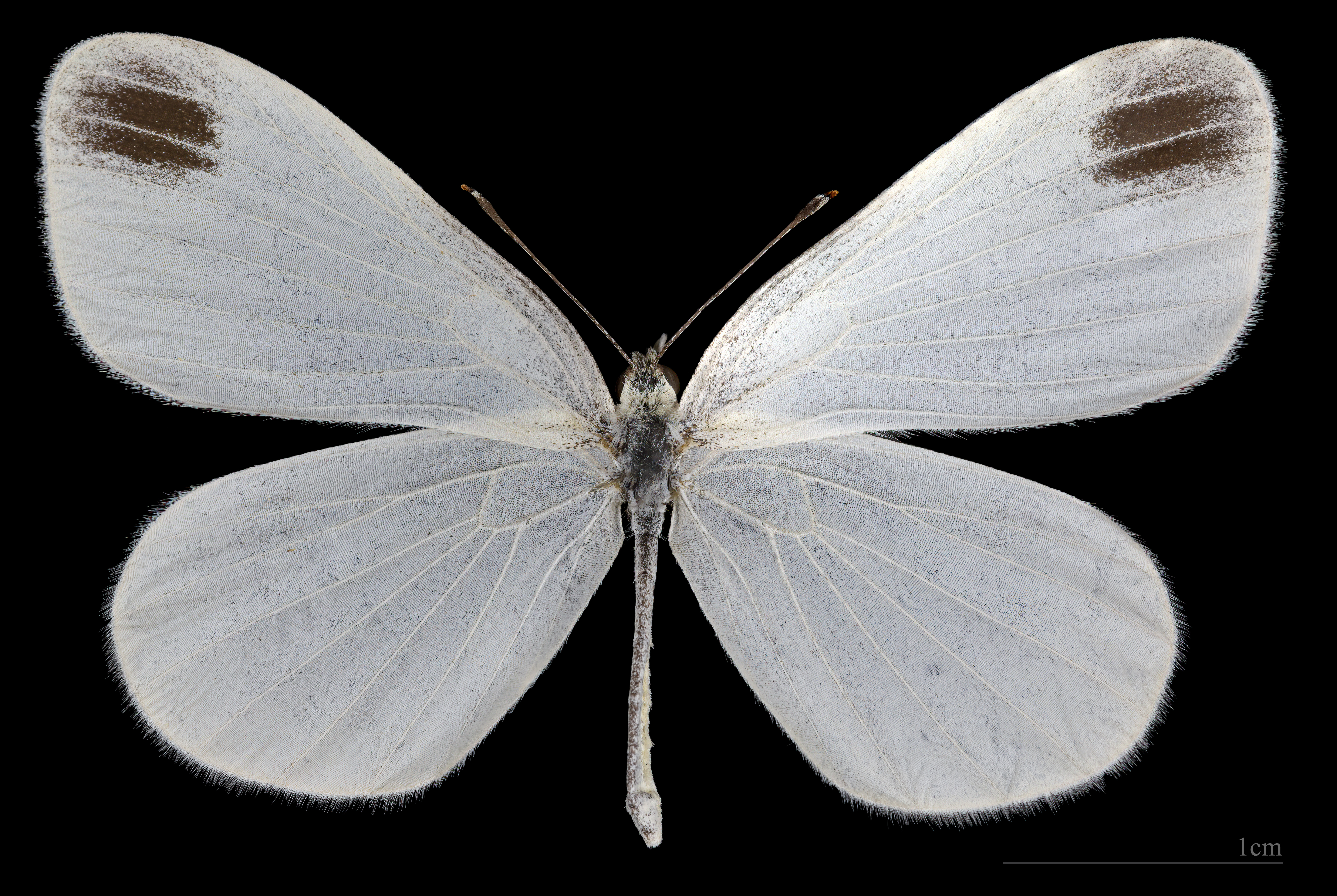
Leptidea sinapis ♂
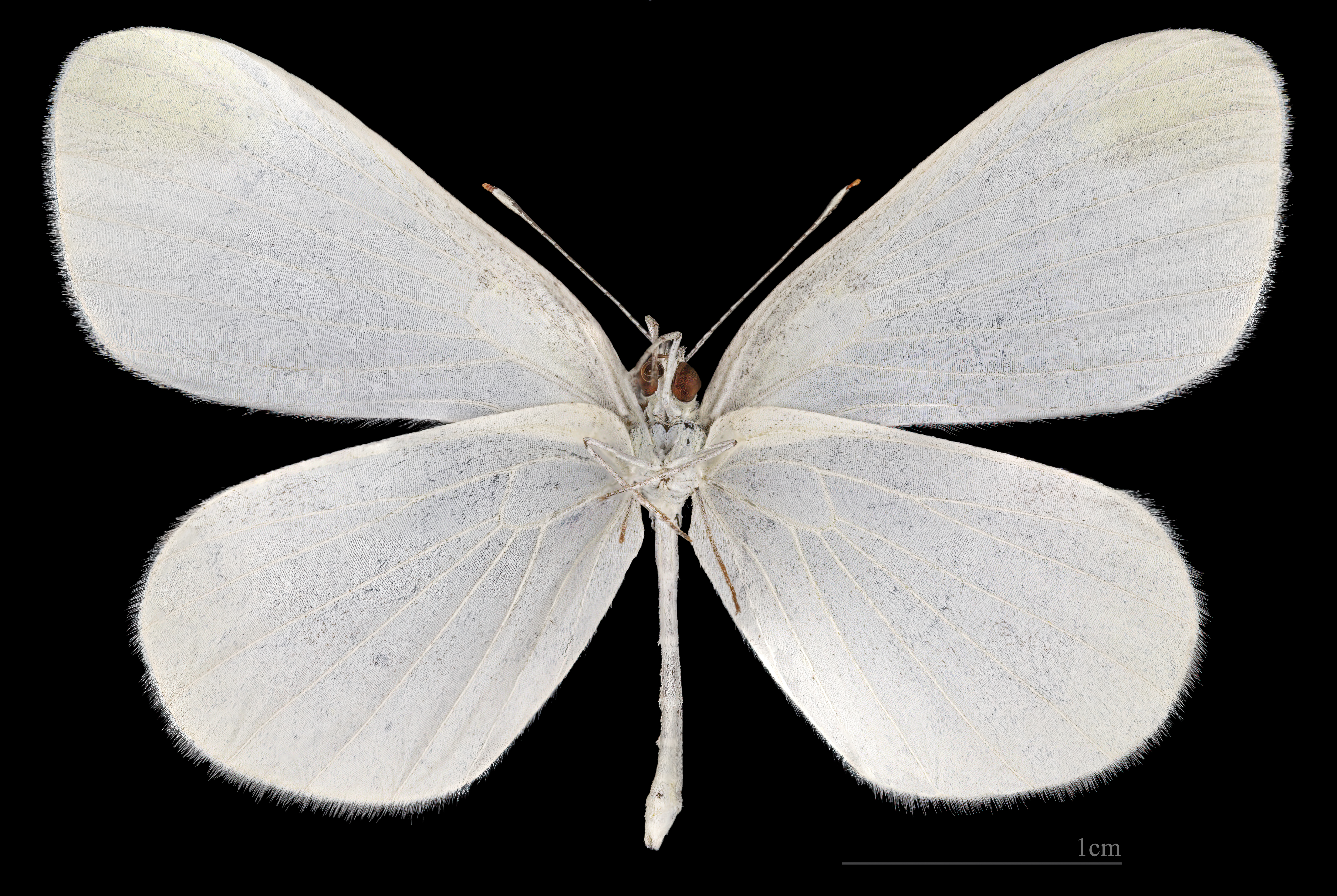
Leptidea sinapis ♂   △
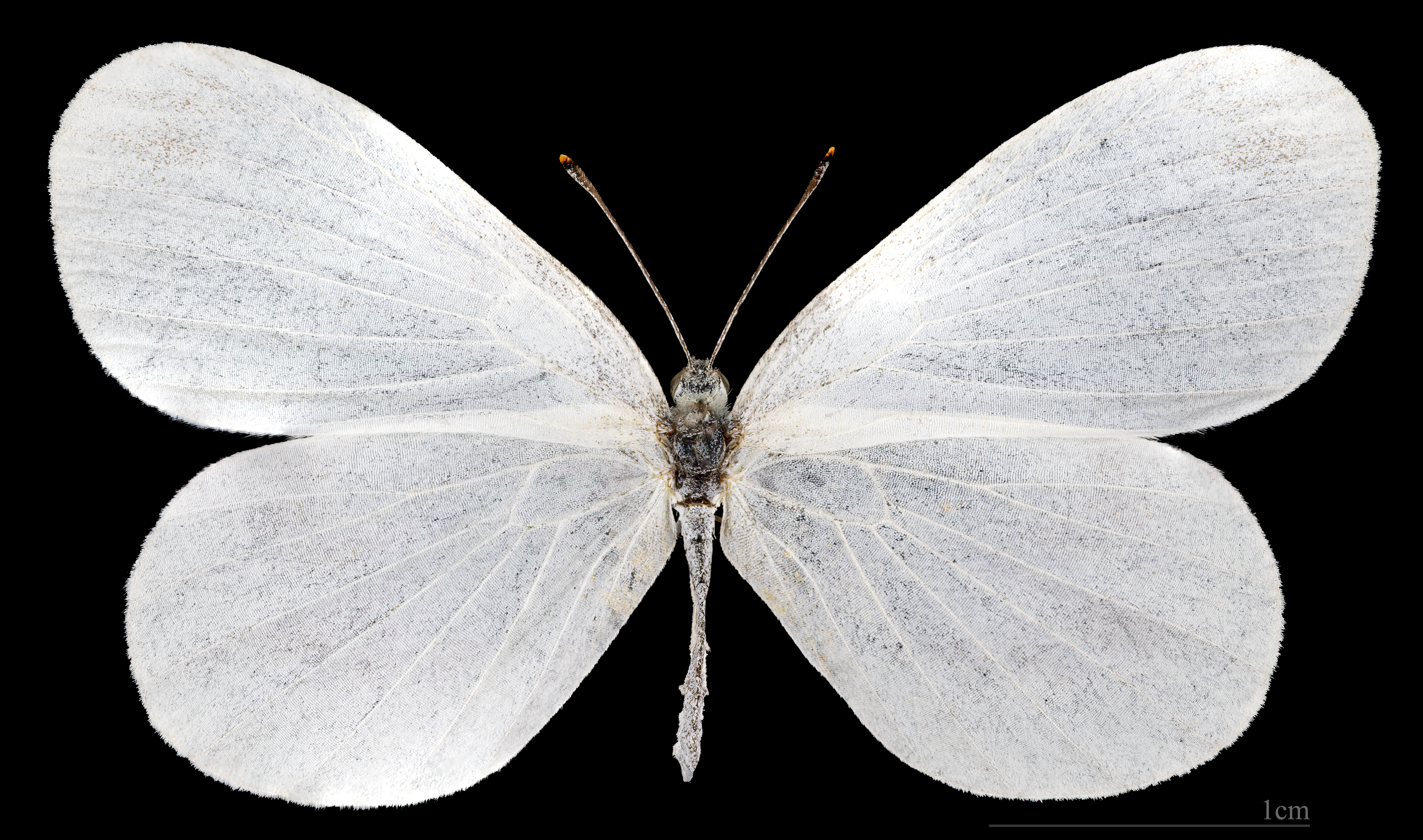
Leptidea sinapis   ♀
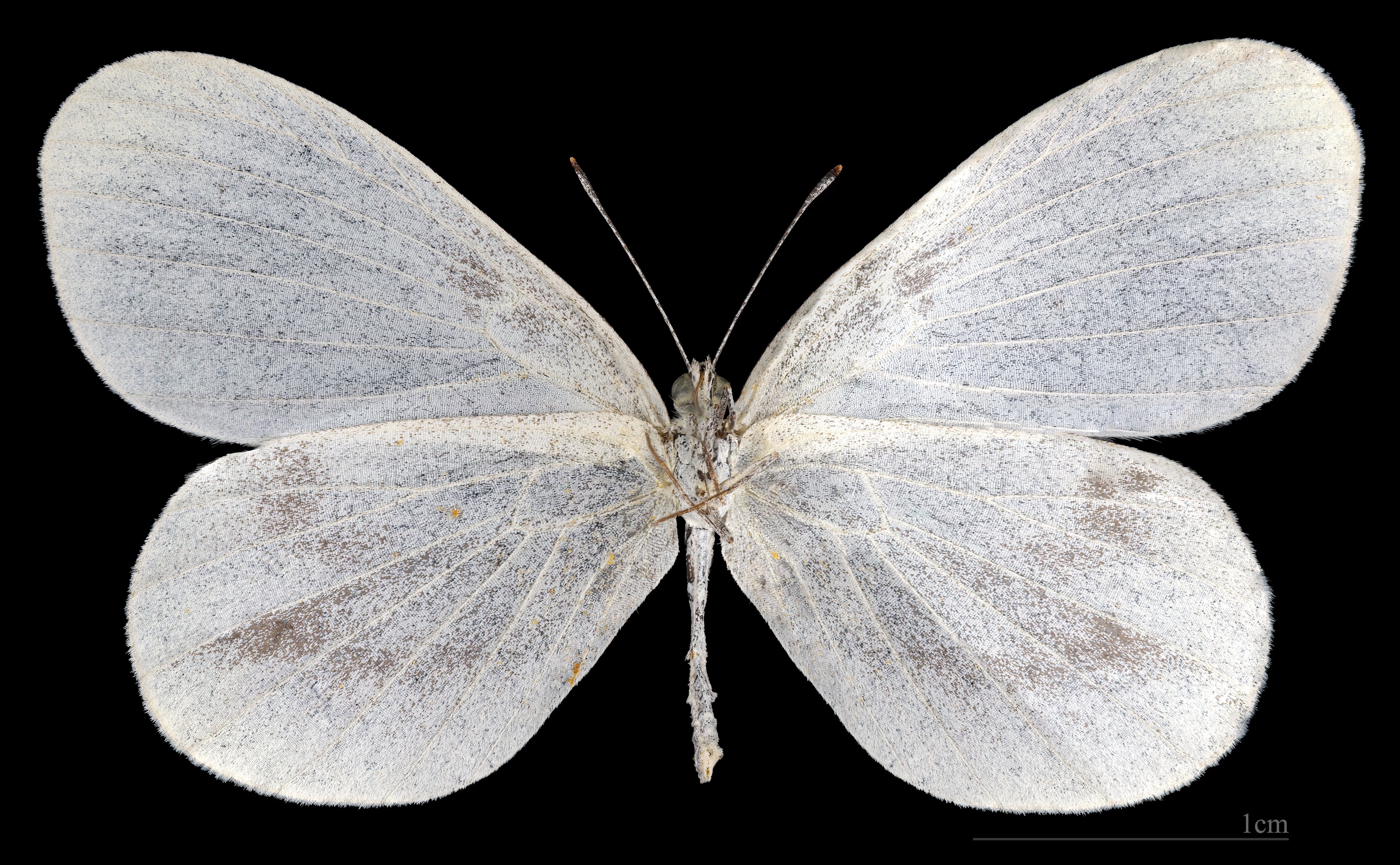
Leptidea sinapis   ♀ △

## Subespecies
- Leptidea sinapis sinapis
- Leptidea sinapis pseudodiniensis (Pfeiffer, 1927)
- Leptidea sinapis melanoinspersa (Verity, 1911)